# Raúl Ormeño
Raúl Elias Ormeño Pacheco (ur. 21 czerwca 1958 w Temuco) – chilijski piłkarz grający podczas kariery na pozycji pomocnika.

## Kariera klubowa
Całą karierę piłkarską Raúl Ormeño spędził w CSD Colo-Colo. Z Colo-Colo siedmiokrotnie zdobył mistrzostwo Chile w 1979, 1981, 1983, 1986, 1989, 1990, 1991 oraz sześciokrotnie Puchar Chile w 1981, 1982, 1985, 1988, 1989 i 1990. Na arenie międzynarodowej zdobył z Colo-Colo Copa Libertadores w 1991.

## Kariera reprezentacyjna
W reprezentacji Chile Ormeño zadebiutował 18 maja 1982 w przegranym 2-3 towarzyskim spotkaniu z Rumunią. W tym samym roku został powołany przez selekcjonera Luisa Santibáñeza do kadry na Mistrzostwa Świata w Hiszpanii. Na Mundialu Ormeño był rezerwowym i nie wystąpił w żadnym meczu.
W 1989 wziął udział w Copa América. W tym turnieju Ormeño wystąpił w meczu z Argentyną. Ostatni raz w reprezentacji wystąpił 8 listopada 1990 w zremisowanym 0-0 towarzyskim meczu z Brazylią Od 1982 do 1990 roku rozegrał w kadrze narodowej 12 spotkań, w których zdobył bramkę.